# Ripieno
A ripieno (ol. teli) a tutti 18. századi megnevezése, vagyis a concerto grosso „maradék” részének megnevezésére használták.
Manapság a nagyzenekarokban a fúvós hangszerek csoportját szoktuk ezzel a névvel illetni.
A senza ripieno jelentése, hogy csak a szólistának kell játszania.